# Something to Sing About (1937)
Something to Sing About is een Amerikaanse filmkomedie uit 1937 onder regie van Victor Schertzinger. Destijds werd de film in Nederland uitgebracht onder de titel Zet ’m op boys.

## Verhaal
Een filmmaatschappij biedt de New Yorkse orkestleider Terry Rooney een contract aan in Hollywood. In dat contract is een clausule opgenomen die stelt dat hij zeven jaar lang niet mag trouwen. Hij besluit daarom om zijn relatie met de zangeres Rita Wyatt geheim te houden. Hij heeft een probleem, wanneer de studio het gerucht gaat verspreiden dat hij een verhouding heeft met de actrice Steffie Hajos.

## Rolverdeling
| Acteur              | Personage         |
| ------------------- | ----------------- |
| James Cagney        | Terry Rooney      |
| Evelyn Daw          | Rita Wyatt        |
| William Frawley     | Hank Meyers       |
| Mona Barrie         | Steffie Hajos     |
| Gene Lockhart       | B.O. Regan        |
| Philip Ahn          | Ito               |
| Marek Windheim      | Mijnheer Farney   |
| Dwight Frye         | Mijnheer Easton   |
| Johnny Arthur       | Mijnheer Daviani  |
| William B. Davidson | Mijnheer Richards |
| Richard Tucker      | Mijnheer Blaine   |
| Kathleen Lockhart   | Amy Robbins       |
| James Newill        | Muzikant          |
| Harry Barris        | Pianist           |
| Cully Richards      | Muzikant          |
| Candy Candido       | Bassist           |
| Perc Launders       | Violist           |
| Paul McLarind       | Muzikant          |
| Harland Dixon       | Danser            |
| Johnny Boyle        | Danser            |
| John Miller         | Danser            |
| Pat Moran           | Danser            |
| Joe Bennett         | Danser            |
| The Vagabonds       | The Vagabonds     |

## Prijzen en nominaties
| Jaar | Prijs  | Categorie              | Genomineerde(n)          | Uitslag     |
| ---- | ------ | ---------------------- | ------------------------ | ----------- |
| 1937 | Oscars | Beste originele muziek | Constantin Bakaleinikoff | Genomineerd |